# Samba, Eu Canto Assim
Samba, Eu Canto Assim è un album della cantante brasiliana Elis Regina, pubblicato nel 1965 dalla Companhia Brasileira de Discos (CBD), etichetta della Philips Records (LP P 632.742 L).

## Il disco
Nel marzo 1964 Elis Regina si trasferì a Rio de Janeiro forte di un contratto con la TV Rio per partecipare a una serie di spettacoli televisivi musicali e con un accordo con la Philips Records che produceva dischi in Brasile con l'etichetta Companhia Brasileira de Discos (una casa discografica acquistata nel 1958).
Dopo gli inizi da brota con una serie di dischi rivolti ad un pubblico di adolescenti, Elis era ormai pronta per un pubblico adulto e per esibirsi al Beco das Garrafas, il locale cult della bossa nova e del samba-jazz della capitale carioca. In quell'anno partecipò ad una serie di fortunati spettacoli a Rio e a San Paolo. Ebbe molto successo con lo Zimbo Trio e con altri sambisti e cantanti della nuova turma (la seconda generazione dei bossanovisti).
Il suo stile si stava evolvendo. Con piccole formazioni come lo Zimbo Trio (uno dei tanti trii che costellavano la scena brasiliana del periodo) Elis si avvicinò maggiormente alla nuova musica che si suonava nelle grandi città, un misto di jazz e samba che molto doveva all'esplosione, pochi anni prima, della bossa nova.
Uno dei suoi primi successi fu Terra de Ninguém di Marcos Valle e Paulo Sérgio Valle, due autori che facevano parte della nuova generazione "impegnata". Una canzone addirittura "politica", che aveva come tema la riforma agraria, nell'anno in cui il Brasile entrava nella delicata fase della dittatura militare.
Elis entrò così nel giro dello showbiz brasiliano dell'epoca. Lavorò in spettacoli organizzati dal suo futuro marito Ronaldo Bôscoli, con Carlos Miéle e con Walter Silva e fu presa sotto l'ala protettrice di Armando Pittigliani, produttore di punta della CBD.
Con Pittigliani realizzò il suo primo album per la sua nuova casa discografica. Le canzoni del disco erano quasi tutte scritte dai nuovi autori emergenti della scena brasiliana: Edu Lobo (Reza, Resolução, Aleluia), gli impegnati Ruy Guerra e Francis Hilme (Por um Amor Maior), i fratelli Valle (Preciso Aprender a Ser Só, che diventerà una delle più celebri del suo repertorio).
Nel disco furono inserite anche canzoni del nuovo corso di due bossanovisti delle origini come Carlos Lyra (Maria do Maranhão) e Vinícius de Moraes. Il primo aveva fondato l'ala progressista e impegnata della turma da bossa nova, il secondo era alla ricerca di nuovi stimoli poetici e musicali insieme a Baden Powell con il quale aveva scritto una lunga serie di afro-sambas, canzoni che ricercavano le vere origini del samba nella cultura afro-brasiliana delle regioni settentrionali del paese (Consolação e Berimbau). Non manca un omaggio a uno dei nomi storici della musica brasiliana, Dorival Caymmi.
Supportata da una formazione di eccellenza, decisamente superiore a quelle che l'accompagnarono nei primi dischi, nella quale spicca il batterista Edison Machado, già membro del sestetto storico di Sérgio Mendes, Elis rese ancora più profondo il suo stile, aumentò l'energia delle sue interpretazioni, alternando aggressività e dolcezza. Non più la brota, il germoglio, degli inizi, ma l'uragano, furacão, come sarebbe poi stata soprannominata.
Il disco, a dispetto del titolo ("Samba, io lo canto così"), che comunque era già una dichiarazione d'intenti ben precisa, una forte affermazione della personalità della cantante, contiene poco samba, ma orchestrazioni energiche, di sapore jazz, arrangiamenti che ricordano più i musical di Broadway che le minimali e sussurrate canzoni della prima bossa nova, genere che Elis detestava.
Nell'anno di uscita di Samba, Eu Canto Assim, Elis vinse il primo Festival Nacional de Música Popular Brasileira con una celebre esecuzione Arrastão di Edu Lobo e de Moraes e si affermò a livello nazionale come una delle migliori interpreti della nuova generazione, diventando in breve la più popolare cantante del paese.
La canzone, pubblicata inizialmente su singolo nel 1965, fu inserita come bonus track nella versione rimasterizzata di Samba, Eu Canto Assim pubblicata su CD dalla Universal giapponese nel 2002.

## Tracce
1. Reza - (Edu Lobo, Ruy Guerra) - 2:55
2. Menino das Laranjas - (Théo de Barros) - 2:41
3. Por um Amor Maior - (Francis Hime, Ruy Guerra) - 3:09
4. João Valentão - (Dorival Caymmi) - 3:08
5. Maria do Maranhão - (Carlos Lyra, Nelson Lins e Barros) - 2:31
6. Resolução - (Edu Lobo, Lula Freire) - 3:09
7. Sou Sem Paz - (Adylson Godoy) - 2:22
8. Consolação / Berimbau / Tem dó - (Baden Powell, Vinicius de Moraes) - 2:52
9. Aleluia - (Edu Lobo, Ruy Guerra) - 2:44
10. Eternidade - (Luiz Chaves, Adylson Godoy) -
11. Preciso Aprender a Ser Só - (Paulo Sergio Valle, Marcos Valle) - 4:14
12. Último Canto - (Francis Hime, Ruy Guerra) - 2:49

Nota: nel 2002 la Universal giapponese ha pubblicato il disco su CD rimasterizzato digitalmente sotto il titolo Samba, Eu Canto Assim + 1 con l'aggiunta della canzone Arrastão (Edu Lobo, Vinícius de Moraes) nella versione precedentemente pubblicata su 45gg nel 1965 (CBD/Philips 365.083 PB) e mai ripubblicata in seguito. Le versioni della canzone presenti in successive raccolte provengono tutte dall'album dal vivo Dois na Bossa.

## Formazione
- Elis Regina - voce
- Dom Salvador - pianoforte
- Sérgio Barroso - contrabbasso
- Edison Machado - batteria
- Orchestra